# Saqueo de Amberes
El saqueo de Amberes (en alemán, Plünderung von Antwerpen; en francés, sac d'Anvers; en neerlandés, zak van Antwerpen), conocido también en Bélgica, los Países Bajos y el Reino Unido como la Furia española (en alemán, Spanische Furie; en francés, Furie espagnole; en inglés, Spanish Fury; en neerlandés, Spaanse Furie), fue una sublevación de los soldados de los tercios españoles fieles a la Corona española que se produjo en la ciudad de Amberes entre el 4 de noviembre y el 7 de noviembre de 1576. En ella murieron diez mil ciudadanos y fue el detonante para la sublevación de las provincias de Flandes que aún permanecían leales a la Corona española en la guerra de los Ochenta Años. 

## Antecedentes

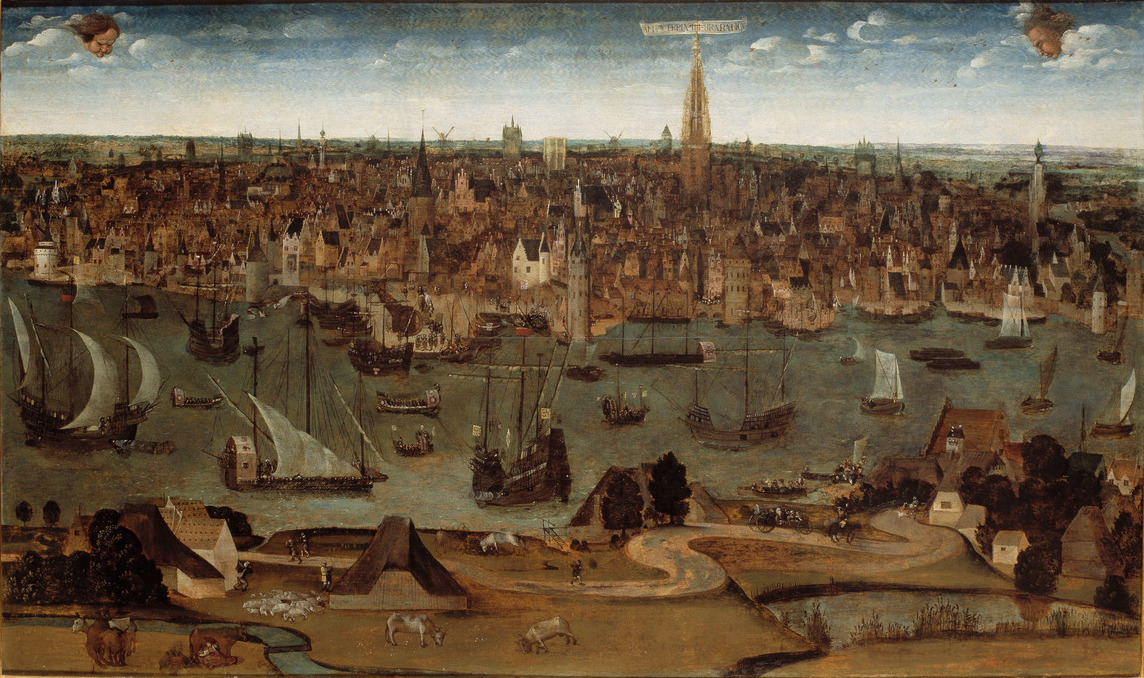
Vista de la ciudad de Amberes en una pintura de autor desconocido, hacia 1540.

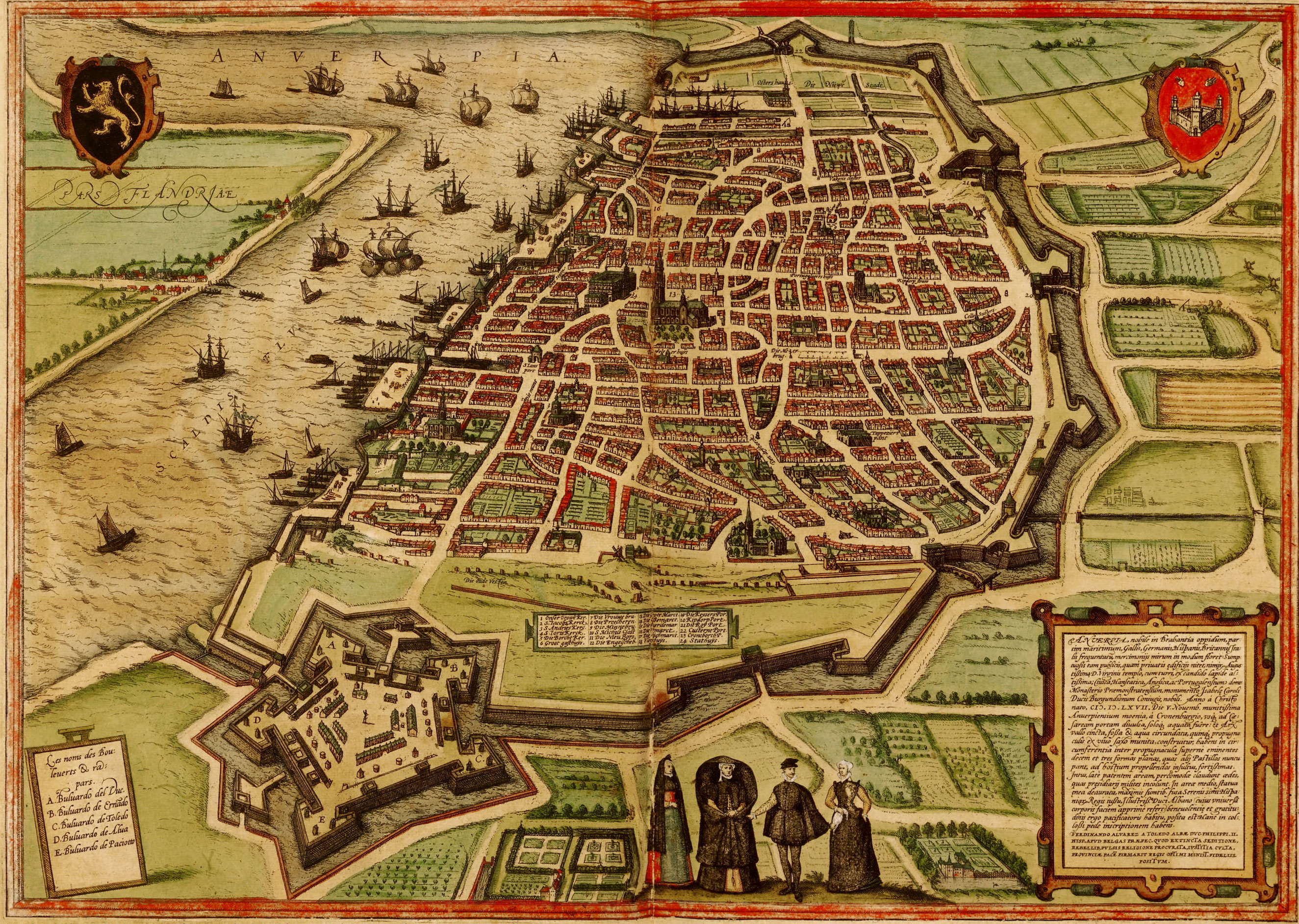
Plano de Amberes en 1572.

El 1 de septiembre de 1575 se produjo la segunda quiebra de la Hacienda Real del rey Felipe II de España, lo cual hacía imposible el abono de las pagas que se debían a los soldados del ejército de Flandes, algunas de cuyas unidades llevaban más de dos años y medio sin cobrar, por lo que tenían que vivir de la población, a la que solían robar. En julio de 1576, el tercio español Francisco de Valdés se amotinó por el mismo motivo y ocupó la ciudad de Aalst para saquearla. El Consejo de Estado, con los miembros leales a la corona arrestados por orden de los nobles flamencos Heese y Climes y apoyándose en la indignación por los desórdenes y el cansancio de la guerra, autorizó a la población de los Países Bajos a que se armase para expulsar a todos los españoles, soldados o no, y puso bajo su mando a unidades valonas y alemanas para luchar junto a los rebeldes holandeses contra las tropas españolas. Aprovechando la situación, las tropas rebeldes intentaron apoderarse del castillo de Amberes.

## El saqueo

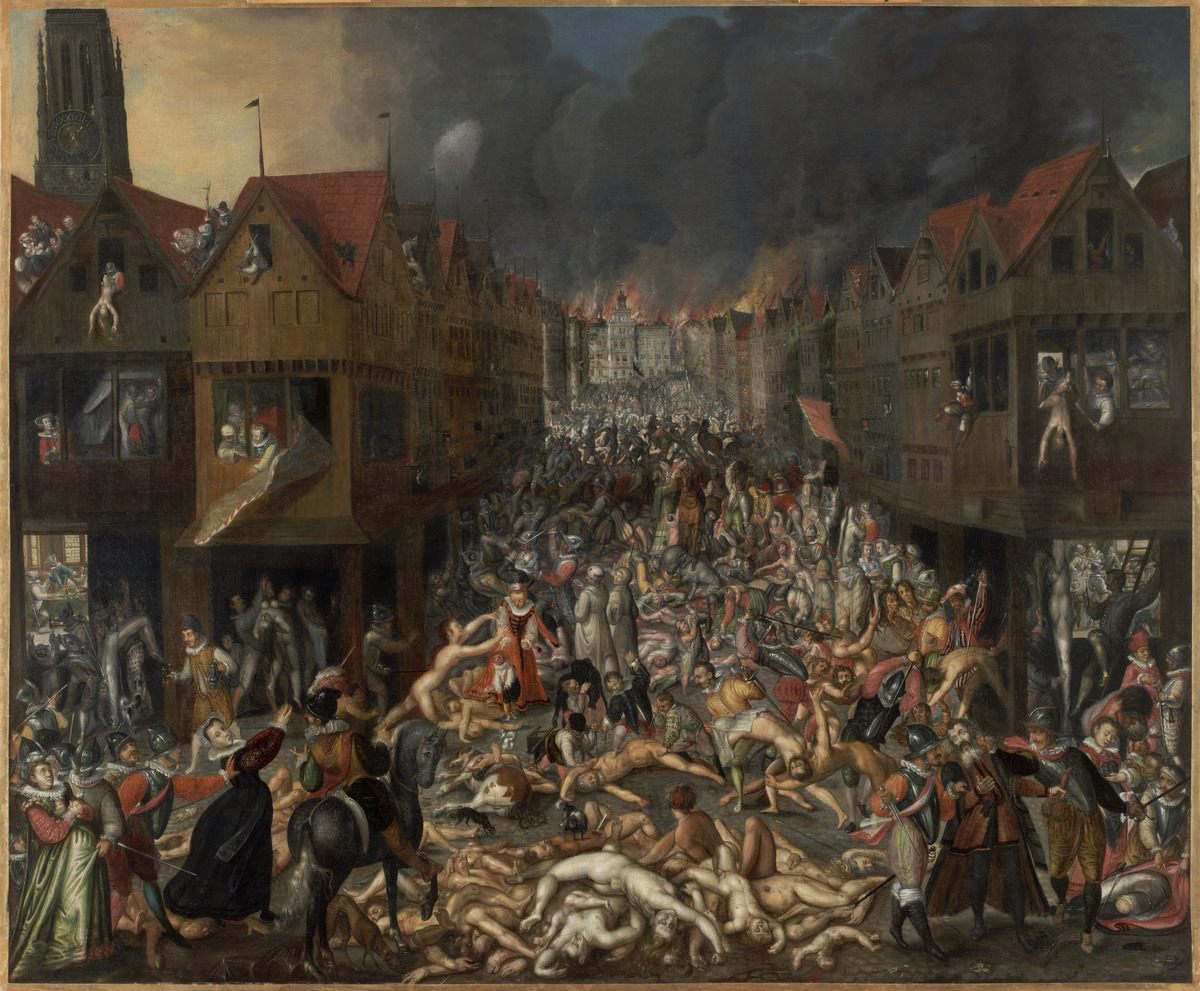
El saqueo de Amberes en una obra del

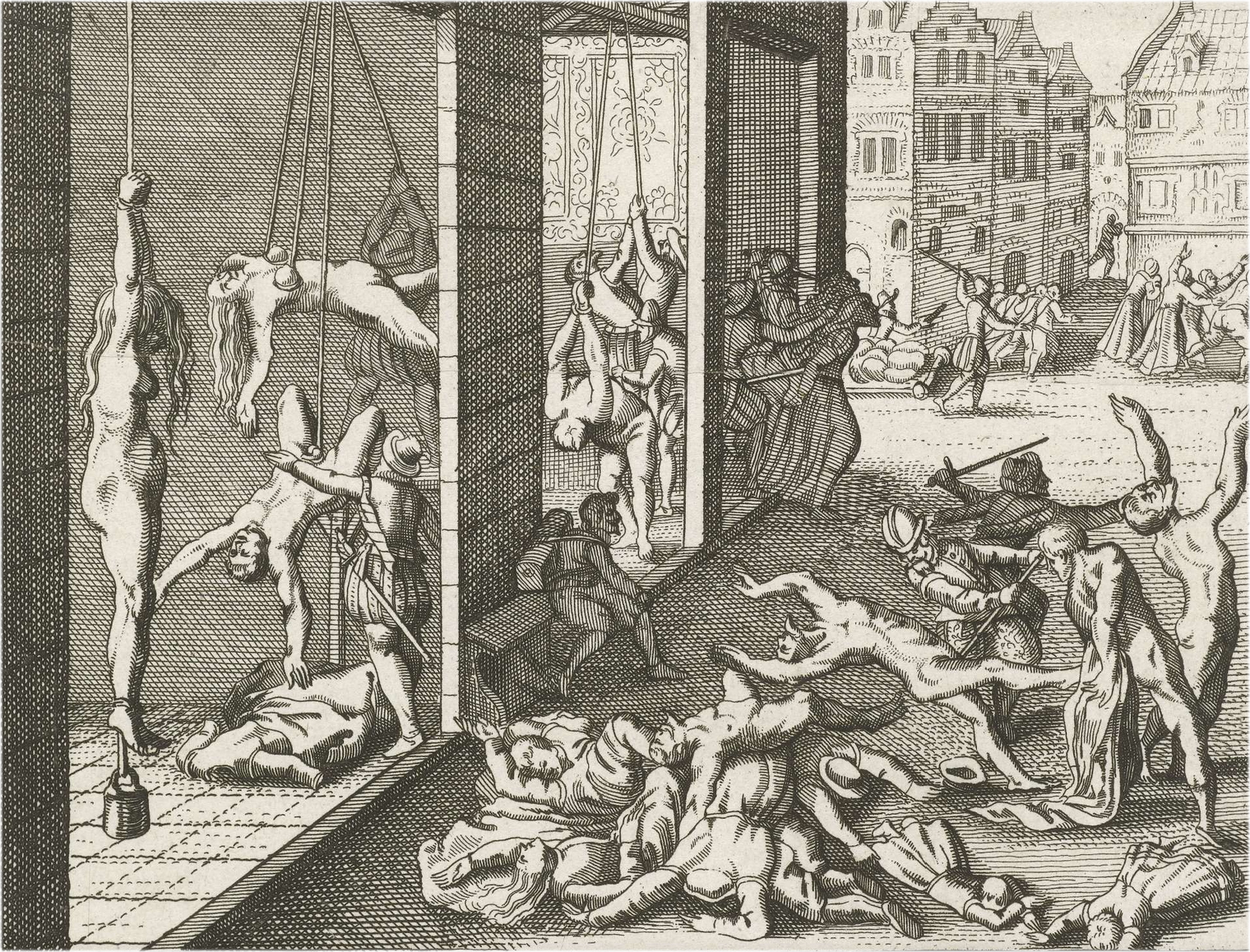
El saqueo de Amberes por las tropas de Sancho Dávila

El 3 de octubre, las tropas rebeldes (formadas por casi 20 000 hombres) entraron en la ciudad, cuyos gobernadores les habían abierto las puertas, y tomaron posiciones para asaltar el castillo defendido por tropas españolas al mando de Sancho Dávila y Daza. Los amotinados de Aalst (unos 1600 hombres), que habían rehusado anteriormente obedecer cualquier orden sin haber cobrado antes las deudas, al tener noticia del ataque, marcharon sin descanso en dirección a Amberes para ayudar a los sitiados, llegando a la ciudad el día cuatro. En lugar de las banderas del rey, para evitar profanarlas con su delito de rebelión, ondeaban imágenes de la Virgen María. Al pedirles el resto de los miembros de la fuerza de auxilio que recuperasen fuerzas con algo de comida, replicaron orgullosos que: «Venimos con propósito cierto de victoria, y así hemos de cenar en Amberes, o desayunar en los infiernos». Consiguieron entrar en el castillo y reunirse con otras unidades (600 hombres al mando de Julián Romero y Alonso de Vargas) que acudían desde diferentes lugares a socorrer a Dávila. A pesar de que las tropas rebeldes eran mucho más numerosas, los amotinados y la guarnición del castillo se lanzaron al ataque por las calles de la ciudad, haciendo huir a los holandeses. Algunos de ellos se refugiaron en el ayuntamiento, escopeteando con mosquetes a los españoles. Estos lo incendiaron, propagándose las llamas por la ciudad. Acto seguido, y debido al gran desorden, procedieron a saquear la ciudad durante tres días, contándose los muertos por miles.

## Consecuencias

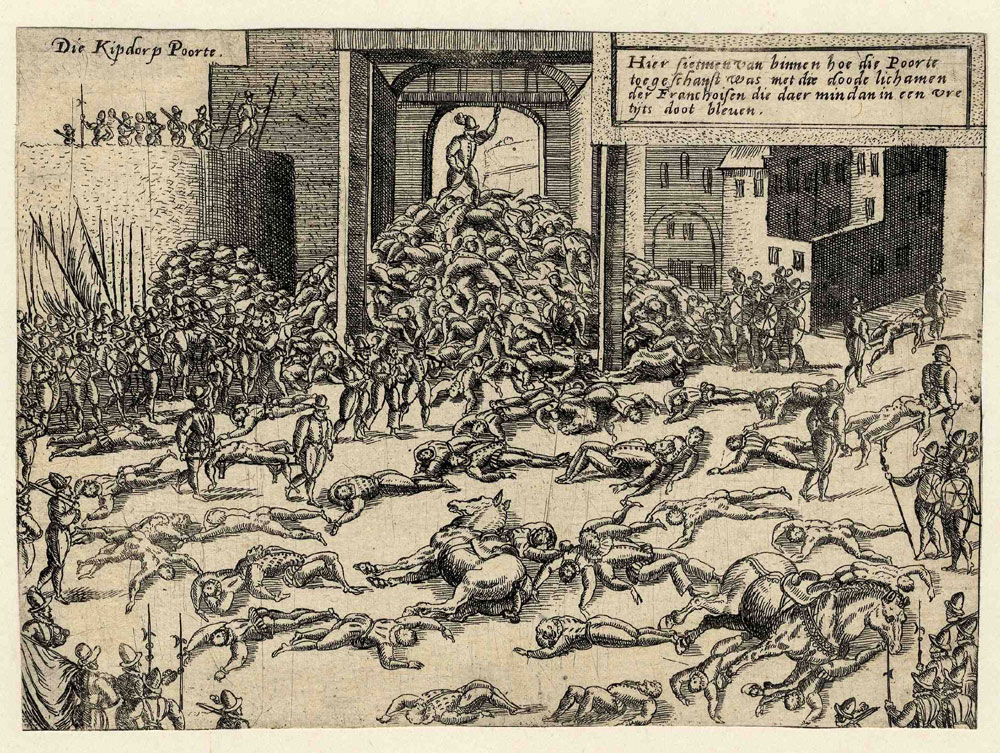
Cadáveres amontonados tras el saqueo de la ciudad por los soldados españoles.

La indignación de las provincias y el Consejo de Estado por el saqueo no tuvo límites. El 8 de noviembre firmaron la pacificación de Gante que exigía la salida de los soldados españoles de los Países Bajos, acuerdo que don Juan de Austria tuvo que aceptar para no perder totalmente el control de las provincias. Las tropas españolas saldrían de Amberes el 26 de marzo de 1577.
Con el saqueo de Amberes y la marcha de los tercios del ejército de Flandes, se perdió el fruto de diez años de esfuerzos por parte de la Corona para recuperar el dominio de las provincias rebeldes.